# KPH Radio

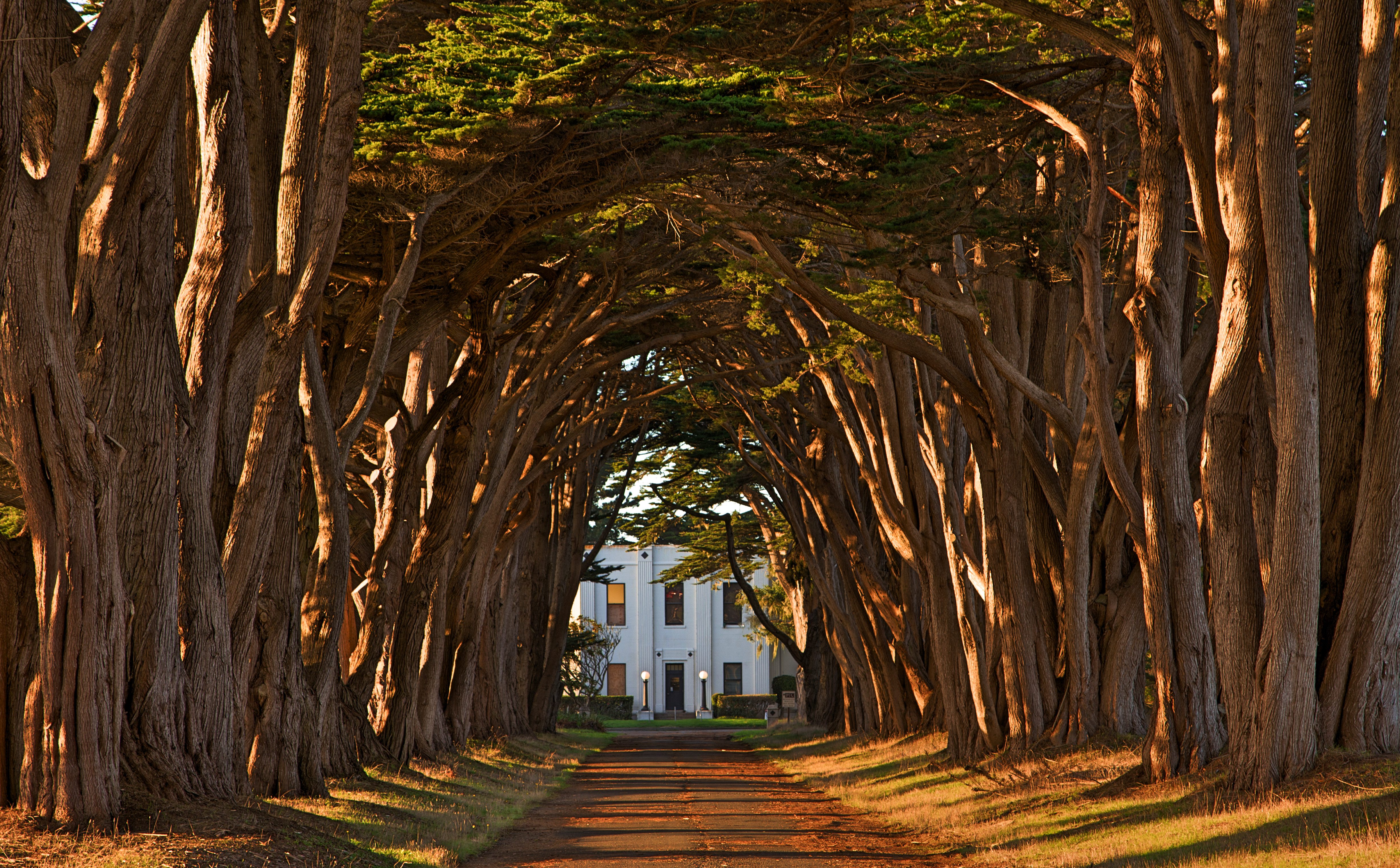
Zypressenallee zum Stationsgebäude

KPH Radio ist eine Küstenfunkstelle in der Point Reyes National Seashore an der Westküste der Vereinigten Staaten.

## Standort
Bis zum Erdbeben von 1906 hatte die Station ihren Standort im Palace Hotel (San Francisco) mit dem Rufzeichen PH. Das Stationsgebäude und die Empfangsstelle befinden sich heute am Sir Francis Drake Boulevard, die Sendestelle etwa 28 Kilometer südöstlich davon ebenfalls an der Pazifikküste bei Bolinas.